# Crematogaster

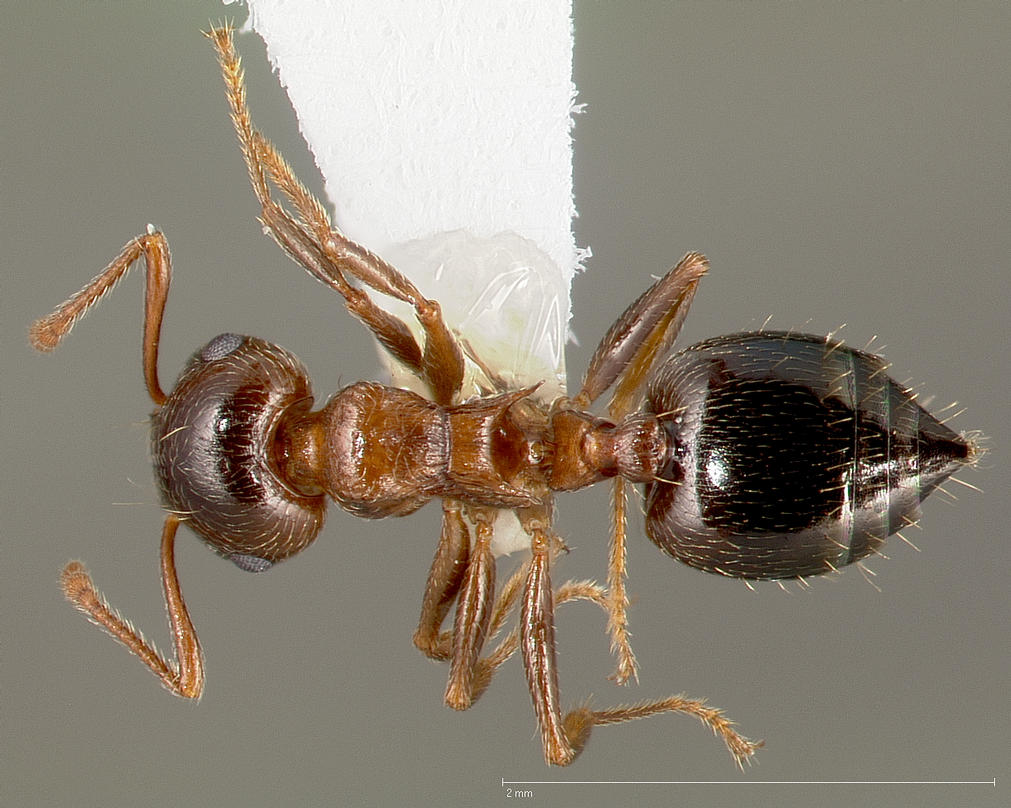
Arbeiterin von Crematogaster mormonum. Gut sichtbar ist der am Ende zugespitzte Hinterleib (Gaster).

Crematogaster ist eine Gattung der Ameisen (Formicidae) aus der Unterfamilie der Knotenameisen (Myrmicinae). Die Gattung ist mit über 400 Arten weltweit vor allem in den Tropen und Subtropen verbreitet, in Mitteleuropa kommen zwei Arten vor.

## Merkmale
Wie bei allen Vertretern der Knotenameisen ist das Stielchen, also die Verbindung zwischen Mesosoma und Gaster (Hinterleib) zweigliedrig, die beiden Glieder (Petiolus und Postpetiolus) sind deutlich von der Gaster getrennt. Bei Crematogaster ist der Postpetiolus am ersten Gastersegment dorsal inseriert. Das Gasterende ist bei Arbeiterinnen deutlich, bei weiblichen Geschlechtstieren leicht zugespitzt. Die Giftdrüsen sind stark zurückgebildet. Die Fühler der Arbeiterinnen haben meist 11 Segmente, nur bei einer Linie afrikanischer und asiatischer Arten bestehen sie aus 10 Segmenten. Die letzten zwei bis vier Segmente sind keulenartig verdickt. Das Propodeum zeigt bei den meisten Arten dorsal ein Paar Dornen, die Arbeiterinnen haben keine weitere Bewehrung. Die Arbeiterinnen sind gleich groß oder zeigen einen kontinuierlichen Größenpolymorphismus, es gibt keine klar unterscheidbare Major-Kaste.

## Verbreitung und Lebensraum
Die Gattung ist weltweit vor allem in den Tropen und Subtropen verbreitet, in Mitteleuropa kommen drei Arten vor. Die tropischen Arten sind überwiegend baumbewohnend (arboricol) und gehören dort zu den dominierenden Lebensformen. In den Subtropen und in gemäßigten Klimazonen befinden sich die Nester meist im Boden und unter Steinen.

## Lebensweise

### Neststandorte und Neststruktur
Die Gattung zeigt eine enorme Vielfalt bezüglich Lebensweise und ökologischer Einnischung. Die Kolonien können sehr groß sein und ganze Baumkronen überziehen oder sehr klein sein und sich in einem einzelnen toten Zweig befinden. Große Kolonien haben meist zahlreiche miteinander verbundene Nester. In der Neotropis werden die Nester überwiegend in totem Holz angelegt, wobei das Spektrum möglicher Neststandorte von einzelnen Zweigen bis zu großen Ästen und Stämmen reicht. Nur wenige Arten legen ihre Nester hier in lebenden Zweigen an. In Asien und Afrika haben sich umfangreiche Artengruppen sehr eng an einzelne oder wenige Pflanzenarten angepasst und leben ausschließlich an und in diesen Pflanzen, in der Neotropis sind so eng angepasste Arten hingegen selten.
Viele Arten können ein kartonähnliches Material aus zerkauten Pflanzenfasern herstellen, die meisten Arten benutzen dieses Material jedoch nur in relativ geringen Mengen, um damit innerhalb der Nester abgeschlossene Kammern zu schaffen oder um den Zugang zum Nest einzuschränken. Einige Arten, z. B. Crematogaster stollii in Zentralamerika, bauen daraus tunnelartige Galerien auf Stämmen und Zweigen, um die Nester einer Kolonie zu verbinden, die sich jeweils in den Spitzen lebender Zweige befinden. Andere Arten bauen freiliegende Kartonnester, die kleine Zweige umschließen. Diese Freinester können frei von jedem Bewuchs sein, einige Arten legen auf den Nestoberflächen jedoch Epiphytengärten an. Die meisten tropischen Arten sind baumbewohnend, einige wenige Arten errichten ihre Nester aber in der Laubstreu. Diese Arten sind meist nachtaktiv.

### Sozialstruktur der Kolonien
Die meisten Arten haben in einem Nest nur eine Königin (monogyn), nur bei wenigen Arten leben in einem Nest mehrere Königinnen (polygyn). Bei einigen Arten wurden Weibchen einer sogenannten Interkaste nachgewiesen, die morphologisch zwischen Arbeiterinnen und Königinnen vermittelt. Diese Weibchen beteiligen sich nicht an den Arbeiten im Nest, sondern legen offenbar ausschließlich Eier, die insbesondere den Larven als Nahrung dienen. Die Interkaste hat keine Spermathek und ihre Eier können demnach nicht befruchtet werden. Die Eier sind jedoch fertil; wenn sie sich entwickeln können, schlüpfen aus ihnen Männchen. Häufig werden Nester gefunden, in denen nur die Interkaste, Arbeiterinnen sowie Eier und Larven vorhanden sind. Bisher ist unklar, ob es sich hierbei um Teile eine Kolonie handelt, deren Nester mit Königinnen sich an anderer Stelle befinden, oder ob es sich hier um vollständige Kolonien handelt, die von Interkastenweibchen gegründet wurden.

### Sozialverhalten
Die meisten Arten und insbesondere Arten, die große Kolonien mit vielen Nestern bilden, sind aggressiv und territorial. Die Arbeiterinnen der meisten Arten klappen bei Bedrohung ähnlich wie ein Skorpion die Gaster über das Mesosoma nach vorne; der Gegner wird mit einem aus der Gasterspitze abgegebenen, zähflüssigen Wehrsekret beschmiert. Einige wenige Arten, in Zentralamerika beispielsweise Crematogaster carinata, die große polygyne Kolonien mit vielen Nestern bewohnt, sind nicht aggressiv und bewohnen ihr Territorium und sogar ihre Nester gemeinsam mit anderen Ameisenarten.

### Ernährung
Die Arten der Gattung sind wohl überwiegend omnivor und fressen sowohl pflanzliche Stoffe wie Nektar als auch tierisches Material. Die Arbeiterinnen attackieren selten aktive und bewegliche Beute, aber häufig werden wenig oder vollständig unbewegliche Wirbellose wie z. B. Puppen oder Larven von Insekten angegriffen. Kundschafter („Scouts“) suchen einzeln nach Nahrung und rekrutieren beim Fund eines Nahrungsobjektes weitere Arbeiterinnen der Kolonie. Viele Arten pflegen Pflanzenläuse (Sternorrhyncha), um deren stark nährstoffhaltigen Kot („Honigtau“) zu fressen (Trophobiose); der Grad der Spezialisierung auf diese Nahrungsquelle variiert je nach Art sehr.

## Systematik
Die Gattung ist anhand ihrer morphologischen Merkmale sehr gut als Monophylum abgrenzbar. Aufgrund der weltweiten Verbreitung und der Häufigkeit und Diversität vor allem in den Tropen wurde eine Vielzahl von Arten beschrieben, bis 1995 lagen 889 Erstbeschreibungen vor. Fast alle dieser Beschreibungen erfolgten unabhängig voneinander und zusammenfassende Revisionen wurden bisher nur für wenige Regionen vorgelegt, z. B. für Nordamerika. Es gab einige Versuche zur Etablierung von Untergattungen, diese gelten jedoch nicht als gut begründet und werden auch nicht allgemein akzeptiert. Insgesamt stellt die Systematik innerhalb der Gattung Crematogaster daher nach Longino „eines der kaum aufzulösenden Durcheinander“ („one of the intractable messes“) in der Systematik der Ameisen dar.
Zurzeit (Stand September 2020) sind 502 Arten der Gattung beschrieben und anerkannt. Drei weitere Arten liegen nur fossil, als Inklusen in Bernstein, vor.
- Crematogaster mimosae Santschi, 1914

In Mitteleuropa sind folgende Arten nachgewiesen:
- Crematogaster scutellaris (Olivier, 1791). in Deutschland extrem selten.[4] In der Schweiz nachgewiesen.[5] In die Niederlande regelmäßig eingeschleppt, aber unbeständig.[6]
- Crematogaster sordidula (Nylander, 1849). In Deutschland ausgestorben (ehemals ein Fundort, bei Emmendingen).[4] In der Schweiz nachgewiesen.[5]